# 굿맨 엔터테인먼트
굿맨 엔터테인먼트(GM Entertainment)는 대한민국의 게임 개발 회사이다.

## 제품
- 아스트로레인저